# 自然へのいざない
自然へのいざない（しぜんへのいざない）はNHKBSで放送されている番組。

## 概要
2000年8月23日にBSアナログハイビジョンで放送開始された。各国の動物の生態や、地域独特の自然環境を紹介する。
BSプレミアムでの放送以降は午前2時～4時台の放送であるが、一部の放送回は放送されていない。2023年開始のNHK BSでも引き続き放送されている。

## 放送内容
- 高知　四万十川～アカショウビンの子育て
- モンゴル大草原に巨大イヌワシが舞う
- 海の生きもの　奇妙な変身～伊豆・黒潮の海
- 南米パタゴニア～大海の巧みな狩人・シャチ
- 不思議の森～水没ジャングルのサルたち
- 火山地帯の不思議な鳥セレベスツカツクリ～インドネシア
- カナダ・ハドソン湾～ホッキョクグマが集まる岬
- 流氷に生きるタテゴトアザラシ
- 漠の不思議な泉～メキシコ・クアトロシエネガス
- 南米ベネズエラ～大湿地を生きぬく鳥ツメバケイ
- オオダコのすむ神秘の海～カナダ太平洋沿岸
- 巨大ヒグマのすむ島～アラスカ・コディアック島
- 巨大魚が棲（す）む大河～アジア中央部・エニセイ川流域
- 神秘の海に巨大オオカミウオを追う～カナダ・ジョージア海峡
- 激流　常願寺川～富山県
- 日光～知られざる野鳥の楽園
- 進化の箱舟マダガスカル～エリマキキツネザルを追う
- インドの大自然～神のサルの生き残り大作戦
- アフリカ・ケニア～生きものを育（はぐく）む悠久の泉
- 古代魚が命を育（はぐく）む神秘の泉～アメリカ・フロリダ
- 大西洋バハマ諸島～イセエビ奇妙な行進
- メキシコ太平洋岸～豊穣（じょう）の海にコクジラが群れる
- 奇妙な狩りをする原始のアリ～オーストラリア南東部
- インド・ギルの森～アジア最後のライオンがほえる
- サバンナはるか　大地を知り尽くす人々～タンザニア
- 干潟にオオトビハゼが跳ねる～マレーシア西海岸
- 沖縄慶良間諸島～サンゴ礁に生命の輝きを見た
- 南米ペルー～島を埋めつくす海鳥たち
- タンザニア大平原～チーター親子の試練
- ニュージーランド原生林～森で子育てするペンギンたち
- 山形県鳥海山麓（ろく）～サケが遡（さかのぼ）る清流の四季